# ACSI Club ID
ACSI Club ID  is een identiteitskaart voor kampeerders. De pas wordt uitgegeven door ACSI en is per 1 januari 2012 in gebruik genomen.

De ACSI Club ID wordt op meer dan 8200 campings in Europa geaccepteerd als legitimatie. Ook biedt de kaart een aansprakelijkheidsverzekering.

De pas is een concurrent van de Camping Key Europe en de Camping Card International.